# Gerald Tychtl
Gerald Tychtl (* 23. Jänner 1941 in Anger) ist ein ehemaliger österreichischer Politiker (SPÖ). Tychtl war von 1981 bis 1999 Abgeordneter zum österreichischen Nationalrat.

## Ausbildung und Beruf
Tychtl besuchte zwischen 1947 und 1951 die Volksschule und im Anschluss bis 1955 die Hauptschule. Danach trat er 1956 in die Elin-Union AG für elektrische Industrie ein und erlernte bis 1960 den Beruf des Maschinenschlossers. Tychtl leistete zwischen 1960 und 1961 den Präsenzdienst ab und besuchte zudem zwischen 1966 und 1970 die Werkmeisterschule für Berufstätige in der Fachrichtung Maschinenbau. Des Weiteren absolvierte er von 1970 bis 1974 die Höhere Bundeslehr- und Versuchsanstalt für Berufstätige in Graz-Gösting (Fachrichtung Maschinenbau) und wurde ihm in der Folge die Standesbezeichnung „Ingenieur“ verliehen.

## Politik
Tychtl war als zu Beginn seiner politischen Karriere in der Jungen Generation aktiv und gehörte von 1975 bis 1980 dem Landesvorstand der Jungen Generation Steiermark an. Zudem war er während dieser Periode  Mitglied des Landesparteipräsidiums der SPÖ Steiermark. 1978 wurde Tychtl zum Bezirksparteivorsitzenden-Stellvertreter der SPÖ Weiz gewählt und wechselte 1981 in die Funktion des Bezirksparteivorsitzenden. Ab 1982 gehörte er auch dem Gemeinderat der Stadt Weiz an. Die SPÖ vertrat Tychtl zwischen dem 1. Dezember 1981 und dem 28. Oktober 1999 im Nationalrat. Bis 2002 war Tychtl zudem Vorsitzender der Bundesheer-Beschwerdekommission.

## Auszeichnungen
- 1997: Großes Goldenes Ehrenzeichen für Verdienste um die Republik Österreich[2]
- Großes Silbernes Ehrenzeichen für Verdienste um die Republik Österreich
- Militär-Verdienstzeichen (2002)[3]